# تاكاو كوياما
تاكاو كوياما (باليابانية: 小山高生؛ بالكانا: こやま たかお) هو كاتب سيناريو ياباني، ولد في 21 أبريل 1948 في أكيشيما في اليابان.

## وصلات خارجية
- الموقع الرسمي
- تاكاو كوياما على موقع IMDb (الإنجليزية)
- تاكاو كوياما على موقع ميوزك برينز (الإنجليزية)
- تاكاو كوياما على موقع ANN person (الإنجليزية)